# Neurotrimin
El neurotrimin és una proteïna que en humans està codificada pel gen NTM.
Aquest gen codifica un membre de la família IgLON (LAMP, OBCAM, Ntm) de immunoglobulina (Ig) que dominen-contenen glicosilfosfatidilinositol (GPI) ancorades a les molècula d'adhesió cel·lular. La proteïna codificada pot promoure el creixement i l'adhesió de neurites a través d'un mecanisme homòfil. Aquest gen està estretament lligat a un membre d'una família relacionada, un opioide d'unió proteïna / molècula d'adhesió cel·lular (OPCML), en el cromosoma 11. S'han trobat diverses variants alternades alternativament, però només dues variants han tingut les seqüències de longitud completa determinades.